# Dead or Alive (hudební skupina)
Dead or Alive byla britská new wave skupina z Liverpoolu, která dosahovala nejvyšší popularity během osmdesátých let. Seskupení Dead or Alive se vyvinulo z kapely Nightmares in Wax, která měla v repertoáru Post-punk/Gothic rock. Nejúspěšnější jejich píseň byla "You Spin Me Round (Like a Record)" z roku 1984.

## Členové kapely
Členové skupiny přibývali následovně:
- Pete Burns (1979–2016): Excentrický zpěvák, vrchní textař. Burns sice neuměl hrát na hudební nástroje, ale v některých videoklipech předváděl, že umí. V roce 2016 Burns zemřel a kapela tím zanikla.
- Martin Healy (1979–1983): klávesista
- Sue James (1980–1981): baskytaristka
- Adrian Mitchley (1980–1981): kytarista
- Joe Musker (1980–1982): bubeník
- Wayne Hussey (1981–1984): Kytarista. Wayne pomáhal kapele psát songy mezi obdobím 1982 - 1983, plus singly Epic Records "Misty Circles", "What I Want". Wayne opustil kapelu v roce 1984, aby se na rok připojil ke kapele The Sisters of Mercy. V roce 1985 zformoval svou vlastní kapelu The Mission.
- Mike Percy (1981–1988): Baskytarista. Percy je znám svým účesem ve stylu mullet. Percy napsal většinu písniček. Percy se mimo jiné také podílel na tvorbě songu "You Spin Me Round (Like a Record)"
- Steve Coy (1982–2016): V kapele hrál na bicí. Nejmladší člen kapely. Psal sice hudbu, ale nikoliv texty. Zemřel v roce 2018.
- Timothy Lever (1983–1988): Klávesista, hrál na kytaru a saxofon. Spolu s Percym napsal většinu písní v období, kdy byl členem kapely.
- Jason Alburey (1995–2003): Klávesista.

## Alba
| Rok  | Titul                           | Nejvyšší příčka | Nejvyšší příčka | Nejvyšší příčka | Nejvyšší příčka | Certifikace | Certifikace | Certifikace |
| Rok  | Titul                           | UK              | US              | JAP             | GER             | UK          | US          | JAP         |
| ---- | ------------------------------- | --------------- | --------------- | --------------- | --------------- | ----------- | ----------- | ----------- |
| 1984 | Sophisticated Boom Boom         | 29              | -               | -               | 82              | -           | -           | -           |
| 1985 | Youthquake                      | 9               | 31              | 31              | 14              | Zlato       | Zlato       | -           |
| 1986 | Mad, Bad, and Dangerous to Know | 27              | 52              | 19              | 21              | -           | -           | -           |
| 1987 | Rip It Up                       | 62              | 195             | 4               | 36              | -           | -           | Zlato       |
| 1988 | Nude                            | 82              | 106             | 9               | 64              | -           | -           | Zlato       |
| 1989 | Nude: Remade, Remodelled        | -               | -               | 17              | -               | -           | -           | -           |
| 1990 | Fan the Flame (Part 1)          | -               | -               | 23              | -               | -           | -           | -           |
| 1995 | Nukleopatra                     | -               | -               | 100             | -               | -           | -           | -           |
| 2000 | Fragile                         | -               | -               | 45              | -               | -           | -           | -           |
| 2001 | Unbreakable                     | -               | -               | -               | -               | -           | -           | -           |
| 2003 | Evolution: The Hits             | 44              | -               | 47              | 42              | -           | -           | -           |
| 2009 | GLAMPIRE                        | -               | -               | -               | -               | -           | -           | -           |

v [cit. 2009-08-26].

## Singly
| Rok  | Název                                            | UK  | US | US Dance | JAP | GER | AUS | CH | Z alba                         |
| ---- | ------------------------------------------------ | --- | -- | -------- | --- | --- | --- | -- | ------------------------------ |
| 1980 | "I'm Falling"                                    | -   | -  | -        | -   | -   | -   | -  | ~                              |
| 1981 | "Number Eleven"                                  | -   | -  | -        | -   | -   | -   | -  | ~                              |
| 1982 | "It's Been Hours Now" EP                         | -   | -  | -        | -   | -   | -   | -  | ~                              |
| 1982 | "The Stranger"                                   | -   | -  | -        | -   | -   | -   | -  | ~                              |
| 1983 | "Misty Circles"                                  | 100 | -  | 4        | -   | -   | -   | -  | Sophisticated Boom Boom        |
| 1983 | "What I Want"                                    | 88  | -  | -        | -   | 99  | -   | -  | Sophisticated Boom Boom        |
| 1984 | "I'd Do Anything"                                | 79  | -  | -        | -   | 72  | -   | -  | Sophisticated Boom Boom        |
| 1984 | "That's the Way (I Like It)"                     | 22  | -  | 28       | -   | 96  | 45  | -  | Sophisticated Boom Boom        |
| 1984 | "What I Want" (nová verze)                       | 87  | -  | -        | -   | 81  | -   | -  | Sophisticated Boom Boom        |
| 1984 | "You Spin Me Round (Like a Record)"              | 1   | 11 | 2        | 1   | 2   | 3   | 1  | Youthquake                     |
| 1985 | "Lover Come Back to Me"                          | 11  | 75 | 13       | -   | 5   | 13  | -  | Youthquake                     |
| 1985 | "In Too Deep"                                    | 14  | -  | -        | -   | 11  | 31  | -  | Youthquake                     |
| 1985 | "My Heart Goes Bang (Get Me to the Doctor)"      | 23  | -  | 15       | -   | 14  | 41  | -  | Youthquake                     |
| 1986 | "Brand New Lover"                                | 31  | 15 | 1        | 1   | 22  | 21  | -  | Mad, Bad and Dangerous To Know |
| 1987 | "Something in My House"                          | 12  | 58 | 3        | -   | 16  | 19  | -  | Mad, Bad and Dangerous To Know |
| 1987 | "Hooked on Love"                                 | 69  | -  | -        | -   | 60  | 33  | -  | Mad, Bad and Dangerous To Know |
| 1987 | "I'll Save You All My Kisses"                    | 78  | -  | -        | 85  | 39  | 47  | -  | Mad, Bad and Dangerous To Know |
| 1988 | "Turn Around and Count 2 Ten"                    | 70  | -  | 2        | 1   | 6   | 30  | -  | Nude                           |
| 1989 | "Come Home with Me Baby"                         | 62  | 69 | 1        | 1   | 26  | 45  | -  | Nude                           |
| 1989 | "Baby Don't Say Goodbye"                         | -   | -  | 6        | 1   | 93  | -   | -  | Nude                           |
| 1991 | "Your Sweetness (Is Your Weakness)"              | -   | -  | -        | -   | -   | -   | -  | Fan the Flame (Part 1)         |
| 1991 | "Gone 2 Long"                                    | -   | -  | -        | -   | -   | -   | -  | Fan the Flame (Part 1)         |
| 1991 | "Unhappy Birthday" / "Total Stranger"            | -   | -  | -        | -   | -   | -   | -  | Fan the Flame (Part 1)         |
| 1994 | "Rebel Rebel" (jako "International Chrysis")     | -   | -  | -        | -   | -   | 97  | -  | ~                              |
| 1996 | "You Spin Me Round (Like a Record)" ('96 remix)  | -   | -  | -        | -   | -   | 28  | -  | Nukleopatra                    |
| 1996 | "Sex Drive"                                      | -   | -  | -        | -   | -   | 52  | -  | Nukleopatra                    |
| 2001 | "Hit and Run Lover"                              | -   | -  | -        | 2   | -   | -   | -  | Fragile                        |
| 2003 | "You Spin Me Round 2003"                         | 23  | -  | 21       | -   | 96  | 62  | -  | Evolution                      |
| 2006 | "You Spin Me Round (Like a Record)" (nová verze) | 5   | -  | 13       | -   | -   | -   | -  | Youthquake                     |